# 2019년 4월 죽음
다음은 2019년 4월에 사망한 저명한 인물 목록이다.
- 4월 1일 - 미국의 SF 소설가 본다 N. 매킨타이어
- 4월 2일 - 대한민국의 정치인 이필우
- 4월 5일
  - 대한민국의 배우 이일재
  - 남아프리카 공화국의 생물학자 시드니 브레너
- 4월 6일 - 미국의 물리학자 데이비드 사울레스
- 4월 7일 - 미국의 영화배우 시모어 카셀
- 4월 8일
  - 대한민국의 기업인 조양호
  - 러시아의 정치인 바실리 리하초프
- 4월 9일 - 대한민국의 정치인 안찬희
- 4월 12일
  - 대한민국의 정치인 박경석
  - 미국의 영화배우 조지아 엥글
- 4월 13일
  - 벨기에 출신의 대한민국의 로마 가톨릭 신부 지정환
  - 핀란드의 크로스컨트리 스키선수 뤼디아 비데만
  - 미국의 신경과학자 폴 그린가드
- 4월 14일 - 스웨덴의 배우 비비 안데르손
- 4월 16일 - 오스트리아의 피아니스트 외르크 데무스
- 4월 17일 - 페루의 제93대 대통령 알란 가르시아
- 4월 18일 - 중국의 민주화 운동가 장젠
- 4월 19일 - 일본의 변호사 야스오카 오키하루
- 4월 20일
  - 대한민국의 정치인 김재호
  - 대한민국의 정치인 김홍일
  - 도미니카공화국의 야구선수 브라울리오 라라
- 4월 21일
  - 대한민국의 배우 구본임
  - 미국의 영화배우 켄 커처벌
- 4월 22일 - 베트남의 정치인 레득아인
- 4월 23일 - 룩셈부르크의 대공 장
- 4월 25일
  - 대한민국의 국회의원 백승홍
  - 미국의 농구선수 존 하블리첵
- 4월 27일 - 대한민국의 화가 이원좌
- 4월 28일 - 미국의 영화감독 존 싱글턴
- 4월 30일
  - 대한민국의 기업인 김명규
  - 프랑스의 영화배우 아네몬
  - 잉글랜드의 영화배우 피터 메이휴